# ساري الأسعد
ساري علي أسعد ممثل أردني من مواليد عام 1958، كان نقيبًا للفنانين الأردنيين للدورة التاسعة 2014-2016.

## أعماله
- مسلسل ام الدراهم
- مسلسل تراب المر
- مسلسل عرس الصقر
- قام بدور البطولة في العديد من المسلسلات البدوية
- مسلسل العقاب والصقر
- مسلسل القرار يصدر غدا
- مسلسل الرصيف البارد
- مسلسل الإمضاء بريء
- مسلسل مهما طال الزمن
- مسلسل سيدي رباح
- مسلسل الليل الطويل
- مسلسل أحلام ملوانة
- مسلسل امور عائلية
- مسلسل ويبقى الامل
- مسلسل الرمضاء والنار
- مسلسل التبر والتراب
- مسلسل ضوء القمر
- مسلسل الفرح المنسي
- مسلسل الصرار العنيد